# Wassili I.

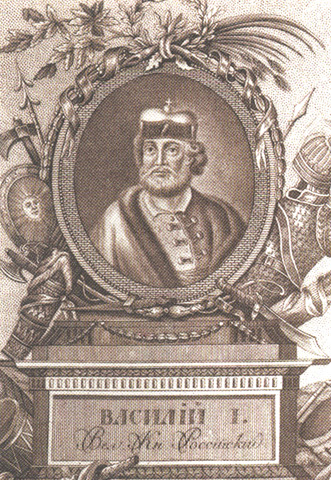
Wassili I.

Wassili I. Dmitrijewitsch (russisch Василий I Дмитриевич; * 1371; † 28. Februar 1425) war russischer Großfürst von Wladimir-Moskau seit 1389 und wurde als ältester Sohn von Dmitri Donskoi geboren.

## Leben
1392 erwarb er Nischni Nowgorod und Murom, 1397/1398 Wologda, Weliki Ustjug und die Gebiete der Komi. 1404 verlor er Smolensk an Litauen.
Wassili I. verweigerte zunächst die Anerkennung der Tatarenherrschaft und überstand im Dezember 1408 auch einen Angriff des Emirs Edigü auf Moskau. Erst als die (von ihm vertriebenen) Prinzen von Nischni Nowgorod in die Goldene Horde reisten und dort die Großfürstenwürde beanspruchten, geriet er angesichts enger Kontakte seiner Rivalen (Twer, Litauen, Horde) in Schwierigkeiten und reiste seinerseits in die Horde, um vom gerade regierenden Khan Gelal-ed-Din (reg. 1411/2) als russischer Großfürst bestätigt zu werden (1412).

## Familie
Im Januar 1391 heiratete er Sofia Vytautaitė (1371–1453), die Tochter des Großfürsten Vytautas (Witold) von Litauen. Sie übernahm nach seinem Tod auch die Vormundschaftsregierung für ihren gemeinsamen Sohn, Wassili II. (1415–1462).